# Генеративність

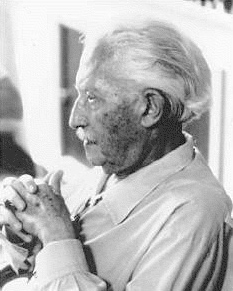
Ерік Еріксон (1902—1994) першим використав термін генеративність.

Генеративність — термін, введений психоаналітиком Еріком Еріксоном у 1950 році для позначення «турботи про формування та керівництво наступним поколінням». Він вперше використав цей термін під час визначення стадії догляду у своїй теорії стадій психосоціального розвитку.
Джонатан Зіттрейн прийняв цей термін у 2006 році для позначення здатності технологічної платформи або технологічної екосистеми створювати, генерувати або виробляти новий результат, структуру або поведінку без участі автора системи.

## Історія
У 1950 році Ерік Еріксон створив термін генеративність, щоб пояснити 7-й етап у своїй теорії стадій психосоціального розвитку. 7-й етап охоплює середній вік людини від 45 до 64 років. Генеративність була визначена як «здатність вийти за межі особистих інтересів, щоб забезпечити турботу про молоде та старше покоління». Знадобилося понад 30 років, щоб генеративність стала предметом емпіричного дослідження. Сучасні психоаналітики, починаючи з початку 1990-х років, включили турботу про свою спадщину, яку називають «внутрішнім бажанням безсмертя», у визначення генеративності.
Зовсім недавно цей термін був прийнятий людьми, які мають справу з технологіями, вперше використаний Джонатаном Зіттреєм у 2006 році. Генеративність у технології визначається як «здатність технологічної платформи або технологічної екосистеми створювати, генерувати або виробляти новий результат, структуру або поведінку без участі автора системи». Прикладом цього може бути будь-яка обчислювальна платформа, наприклад мобільні операційні системи iOS і Android, для яких інші розробники створили мільйони унікальних програм. Було стверджено, що відкритий Інтернет є водночас джерелом генерації та засобом поширення її продуктів. Проте деякі люди, включно з Джонатаном Зіттреєм, побоюються, що суспільство та технології відходять від генеративного Інтернету, стверджуючи, що «зміна пріоритетів споживачів від генерації до стабільності призведе до небажаних реакцій з боку регуляторів та ринків і, якщо не вжити заходів, може стати вирішальним фактором у закритті сьогоднішніх відкритих обчислювальних середовищ».

## Використання в психології
Психологічно генеративність — це турбота про майбутнє, потреба виховувати та направляти молодих людей і робити внесок у наступне покоління. Еріксон стверджував, що це зазвичай розвивається в середньому віці (який охоплює вік від 45 до 64 років) відповідно до його стадійної моделі психосоціального розвитку. Після того, як Еріксон сам пережив старість, він вважав, що генеративність відіграє більш важливу роль у подальшому житті, ніж він спочатку думав.
У теорії Еріксона генеративність протиставляється стагнації. На цьому етапі люди роблять внесок у наступне покоління через турботу, навчання, залучення до творчої роботи, яка сприяє суспільству. Генеративність передбачає відповідь на запитання «Чи можу я зробити своє життя важливим?» і в цьому процесі пошук роботи свого життя та внесок у розвиток інших за допомогою таких видів діяльності, як волонтерство, наставництво та внесок у розвиток майбутніх поколінь. Це також було описано як турбота про свою спадщину, прийняття незалежного життя сім'ї та збільшення філантропічних занять. Генеративна турбота веде до конкретних цілей і дій, таких як «надання наративної схеми генеративного „я“ наступному поколінню».
МакАдамс і де Сент-Обін розробили шкалу з 20 пунктів, щоб оцінити генеративність і допомогти визначити, хто саме виховує і веде наступне покоління. Ця модель не обмежується стадіями, причому генеративність може бути проблемою протягом усього дорослого віку, а не лише в середньому дорослому віці, як припустив Еріксон. Приклади таких питань включають: «Я намагаюся передати знання, які я отримав завдяки своєму досвіду», «Я несу відповідальність за покращення району, у якому я живу» та (у зворотному напрямку) «Загалом, мої дії не мають позитивного впливу на інших людей».

## Використання в технологіях
Генеративність у технології стосується випадків, коли технологія підтримує створення нових продуктів. Такі технології називаються генеративними системами. Канонічними прикладами є персональний комп'ютер та Інтернет. З самого початку Інтернет виступав як генеруюча сила, що дозволяла користувачам створювати та спілкуватися немислимими способами, але передбаченими його творцями, які для цієї мети вбудували відкритість і агностицизм апаратного та програмного забезпечення.

Цитрейн був першим, хто застосував цей термін поза психологією, у випадках, коли генеративна технологія призводить до «неочікуваних змін через нефільтрований внесок від широкої та різноманітної аудиторії». Цитрейн також підкреслив нестабільну природу генеративної технології: стверджуючи, що функції, які, наприклад, можуть підвищити безпеку та стабільність, можуть навіть ненавмисно зменшити або знищити генеративність у системі. Він підкреслив випадки, коли, очевидно, нешкідливі дії виробника, споживача та уряду від переходу від ПК до односторонніх систем, таких як «розумні» прилади, спричиняють зниження продуктивності. Як наслідок, він наголосив на необхідності чіткого ставлення до генеративності, а не до явних засобів підтримки цього як ключової цінної характеристики системи. У випадку комплексу Інтернет/ПК це його здатність як генеруючої мережевої мережі, а не пов'язані з цим риси, такі як «відкритий Інтернет» або «нейтралітет мережі». Він назвав зосередженість на цих простих засобах для досягнення кінця генеративності «короткозорою» «наскрізною теорією», яка плутала засоби з цілями. Цитрейн стверджував:
зосередження на «мережі» без урахування впливу конкретної мережевої політики на дизайн кінцевих точок мережі, таких як ПК. В результаті такого зосередження політичні прихильники наскрізного підходу дуже часто виявляються короткозорими; багато авторів, здається, припускають, що сучасна архітектура ПК і ОС є фіксованою у «відкритому» положенні. Якщо їх переконати побачити ширшу картину, вони можуть погодитися на деякі компроміси на мережевому рівні. Якщо повна вірність наскрізному мережевому нейтралітету збережеться, наші ПК можуть бути замінені інформаційними пристроями або перетворитися з відкритих платформ на закриті спільноти і в'язниці, створюючи споживче інформаційне середовище, яке зраджує самі принципи, що живлять наскрізну теорію. ( стор. 1978)